# Callochromis
Genre
Callochromis est un genre de poissons de la famille des Cichlidae endémiques du lac Tanganyika en Afrique.

## Liste des espèces
Selon FishBase (30 janvier 2016) et ITIS (30 janvier 2016) :
- Callochromis macrops (Boulenger, 1898)
- Callochromis melanostigma (Boulenger, 1906)
- Callochromis pleurospilus (Boulenger, 1906)